# Медицинская кровать
Медицинская кровать

## Функциональная кровать

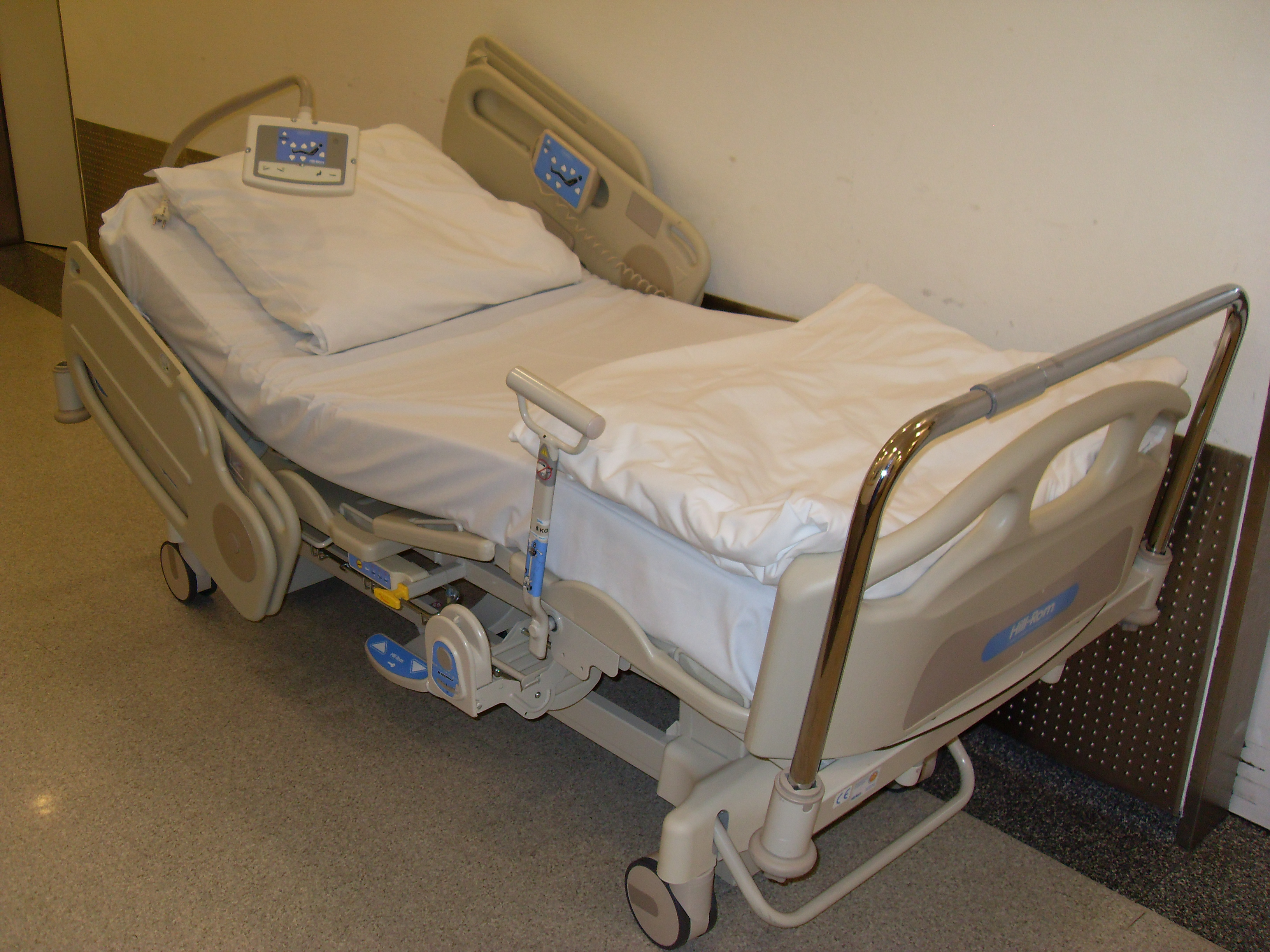
3-х секционная функциональная медицинская кровать с приподнятыми головным и ножным концами

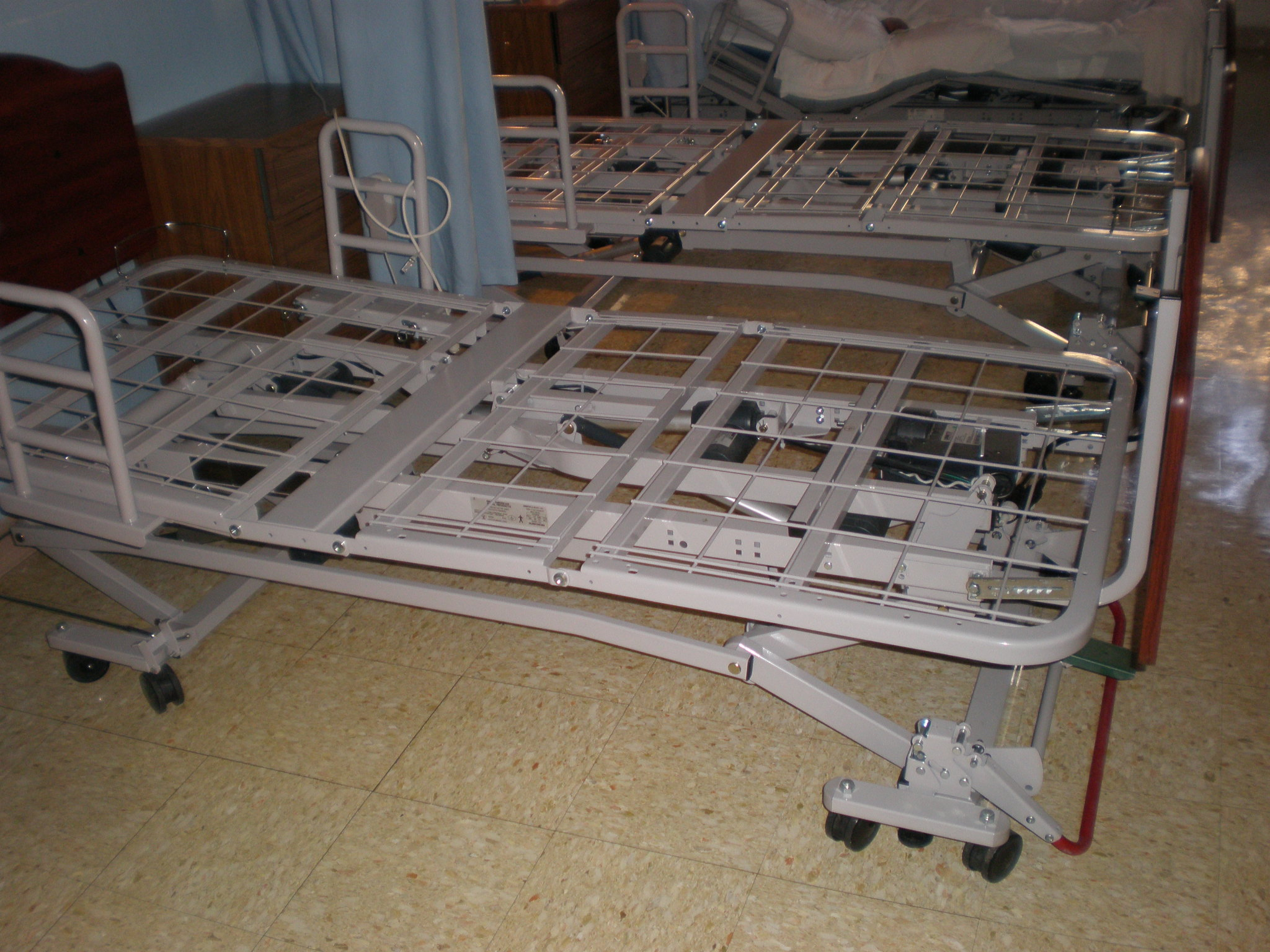
Функциональная медицинская кровать, каркас

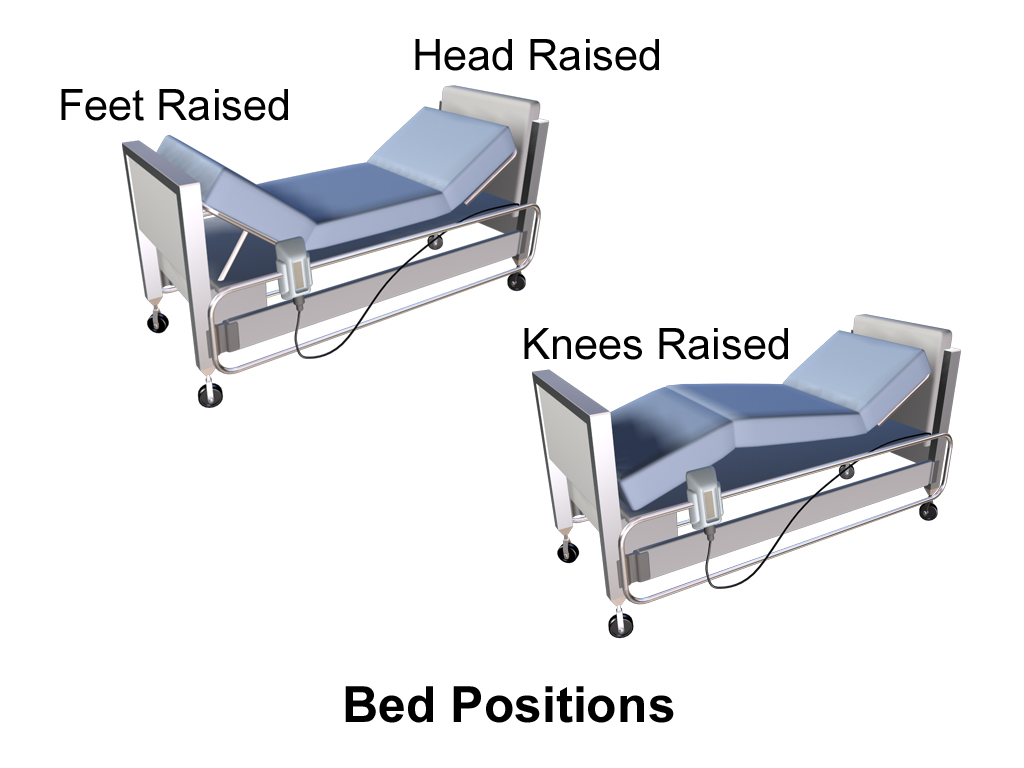
Некоторые варианты изменения положения панелей функциональной кровати

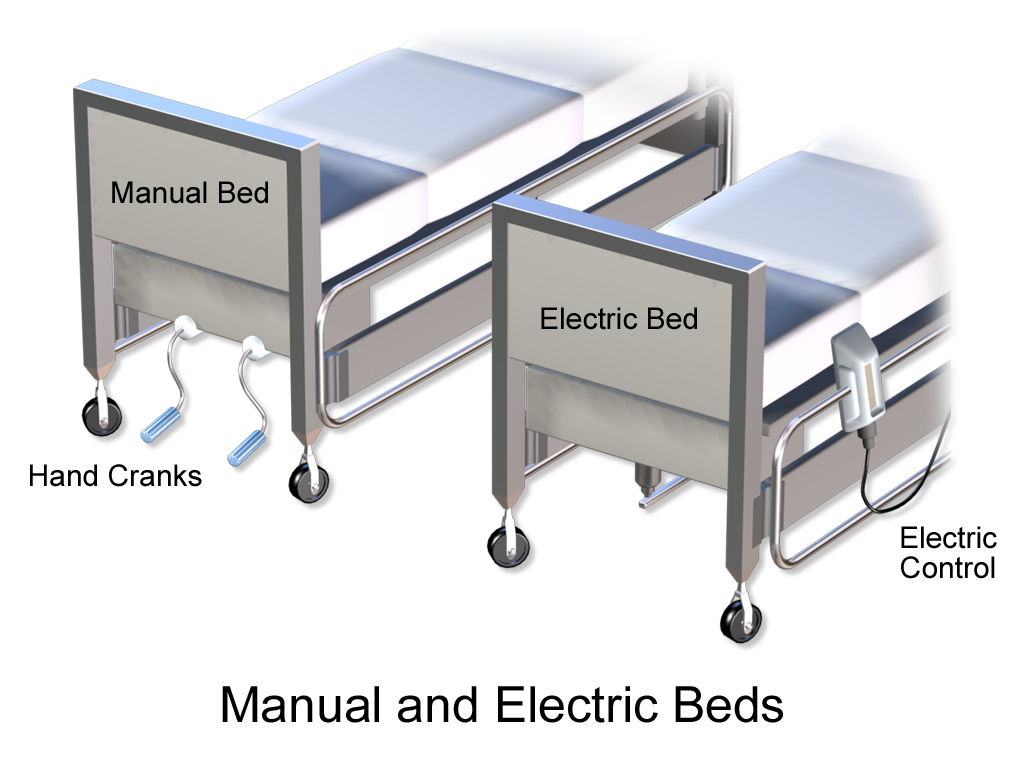
Варианты функциональной кровати с механическим и электроприводом

Функциональная кровать — это кровать со специальной конструкцией, разработанной для размещения лежачих пациентов в послеоперационный период, а также иммобильных пациентов в период постельного режима и тяжелобольных. Функциональные кровати используются в стационарах медицинских учреждений, в домах престарелых, различных социальных учреждениях и в домашних условиях. Конструкционные особенности функциональной кровати облегчают медперсоналу и родным уход за больным и позволяют размещать его в комфортной и физиологически более выгодной позе.

### История
Первые кровати с откидными боковыми ограждениями появились в Англии примерно в 1815—1825 гг. Секционную кровать изобрёл врач Уиллис Дью Гатч (англ. Willis Dew Gatch), заведовавший кафедрой хирургии Медицинского Университета Индианы. «Кровать Гатча» в дальнейшем стала лекалом медицинских кроватей. В 1945 году Марвел Дарлингтон Бим (Marvel Darlington Beem) из Лос-Анджелеса представил первую кровать с электроприводом.

### Конструкция
Отличительной особенностью функциональной кровати является наличие секций, которые меняют угол наклона. Как правило, функциональная кровать также оснащена боковыми ограждениями (съёмными или складными), колесами и устройством для подтягивания. Благодаря наличию секций пациент может принимать так называемую позицию Фаулера, то есть позу полусидя, при которой плечи приподняты примерно на 45 градусов (40-60 см). Позиция названа в честь американского хирурга Фаулера, доказавшего ещё в XIX веке положительное влияние данной позы на выздоровление и самочувствие больных.
Позиция Фаулера:
- уменьшает застойные явления в лёгких,
- снимает напряжение в мышцах брюшного пресса,
- повышает уровень комфорта пациента.

### Классификация
Функциональные кровати классифицируются по:
- количеству секций (от 1 до 4),
- типу привода (механический, электрический).[3]

### Секции
Количество секций связано с уровнем комфорта пациента и анатомичностью его позы:
- 1-секционная кровать — головная секция,
- 2-х секционная кровать — головная и ножная секция,
- 3-х секционная кровать — головная, тазобедренная и ножная секция,
- 4-х секционная кровать — головная, зафиксированная промежуточная, тазобедренная и ножная секция.[3]

### Привод
Приводной механизм, изменяющий угол наклона секций, может быть:
- механическим,
- червячным,
- пневматическим,
- электрическим.[3]

## Медицинская кушетка

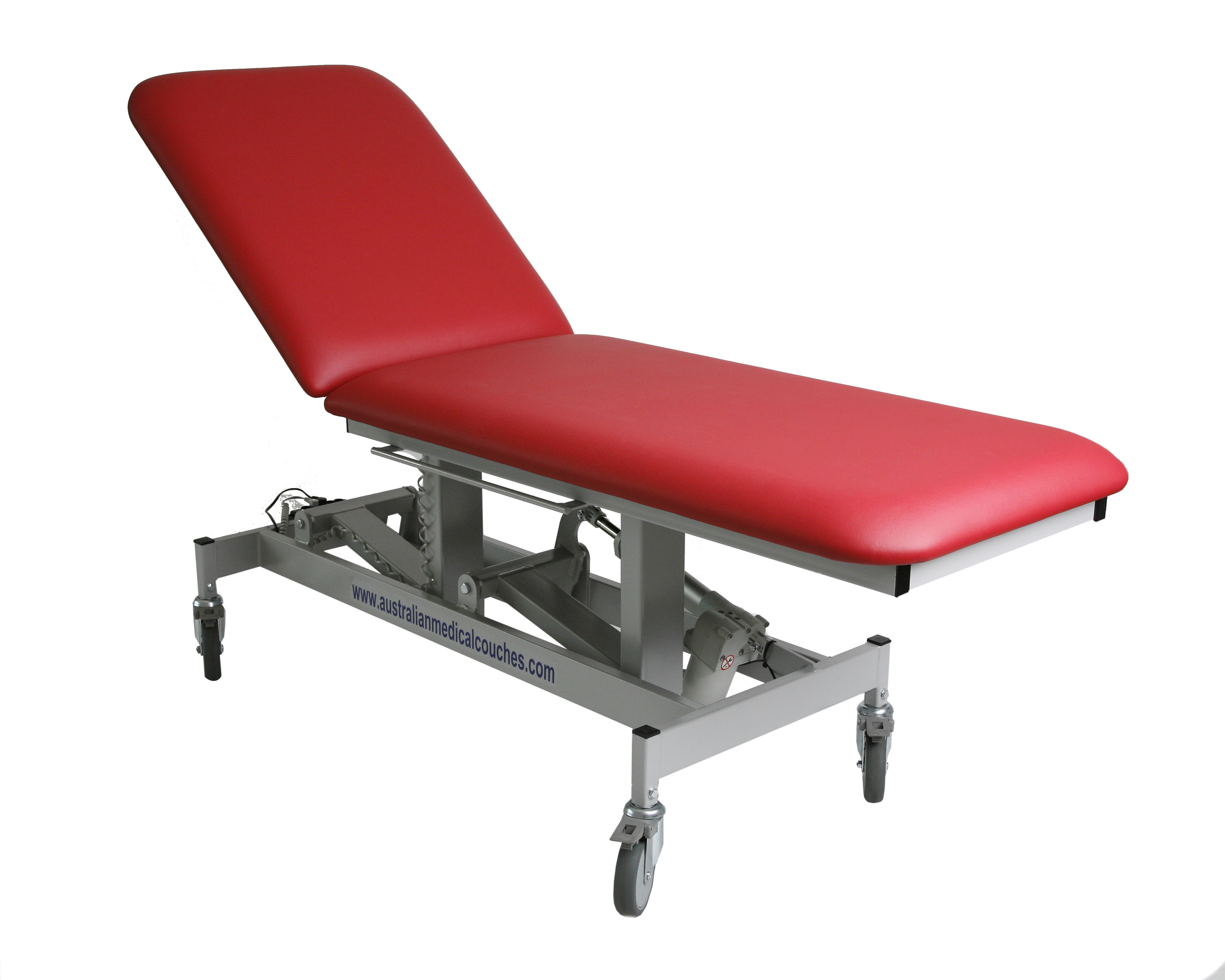
Медицинская кушетка с гидроприводом

## Примечание
1. ↑  Who invented hospital bed?::Кто изобрел медицинскую кровать. Дата обращения: 18 мая 2011. Архивировано 12 апреля 2020 года.
2. ↑  Life, November 12, 1945::Журнал Life, 12 ноября 1945
3. 1 2 3 4  Позвоночник.инфо Архивная копия от 28 января 2011 на Wayback Machine // pozvonochnik.info